# Elizabeth Cullen
Elizabeth Cullen (* 31. August 1997) ist eine australische Schauspielerin, Regisseurin und Drehbuchautorin.

## Leben
Elizabeth Cullen besuchte die Cairns State High School. Im November 2015 wurde sie bei den Bond University Film and Television Awards (BUFTA) in den Kategorien „Best overall Filmmaker“ und „Best directing“ für die Kurzfilme The Artist und Alone ausgezeichnet. Zu diesem Zeitpunkt war sie eine von nur zwei Frauen, die die höchste Auszeichnung gewonnen hatten. Ihre erste Hauptrolle spielte sie die Elfe Imogen in der australischen Serie Club der magischen Dinge, die in Zusammenarbeit mit ZDF Enterprises produziert wurde. Ihr Bruder Julian Cullen, der ebenfalls Schauspieler ist, spielt in der Serie ihren Bruder Darra.

## Filmografie
- 2018–2021: Club der magischen Dinge (The Bureau of Magical Things, Fernsehserie, 40 Folgen)
- 2020: Eye for an Eye (Kurzfilm, auch Regie und Drehbuch)
- 2021: All My Friends Are Racist (Fernsehserie, 3 Folgen)
- 2022: Elvis
- 2022: Bali 2002 (Fernsehserie, 4 Folgen)
- 2022: Darby and Joan (Fernsehserie, 1 Folge)
- 2023: Rock Islands Rätsel (Rock Island Mysteries, Fernsehserie, 1 Folge)
- 2023: Paper Dolls (Fernsehserie, 1 Folge)
- 2024: Last King of the Cross (Fernsehserie, 5 Folgen)